# ۲۴۸ (عدد)
۲۴۸ یک عدد طبیعی است که بعد از ۲۴۷ و قبل از ۲۴۹ قرار دارد.